# Cuasso al Monte (Cuasso al Monte)

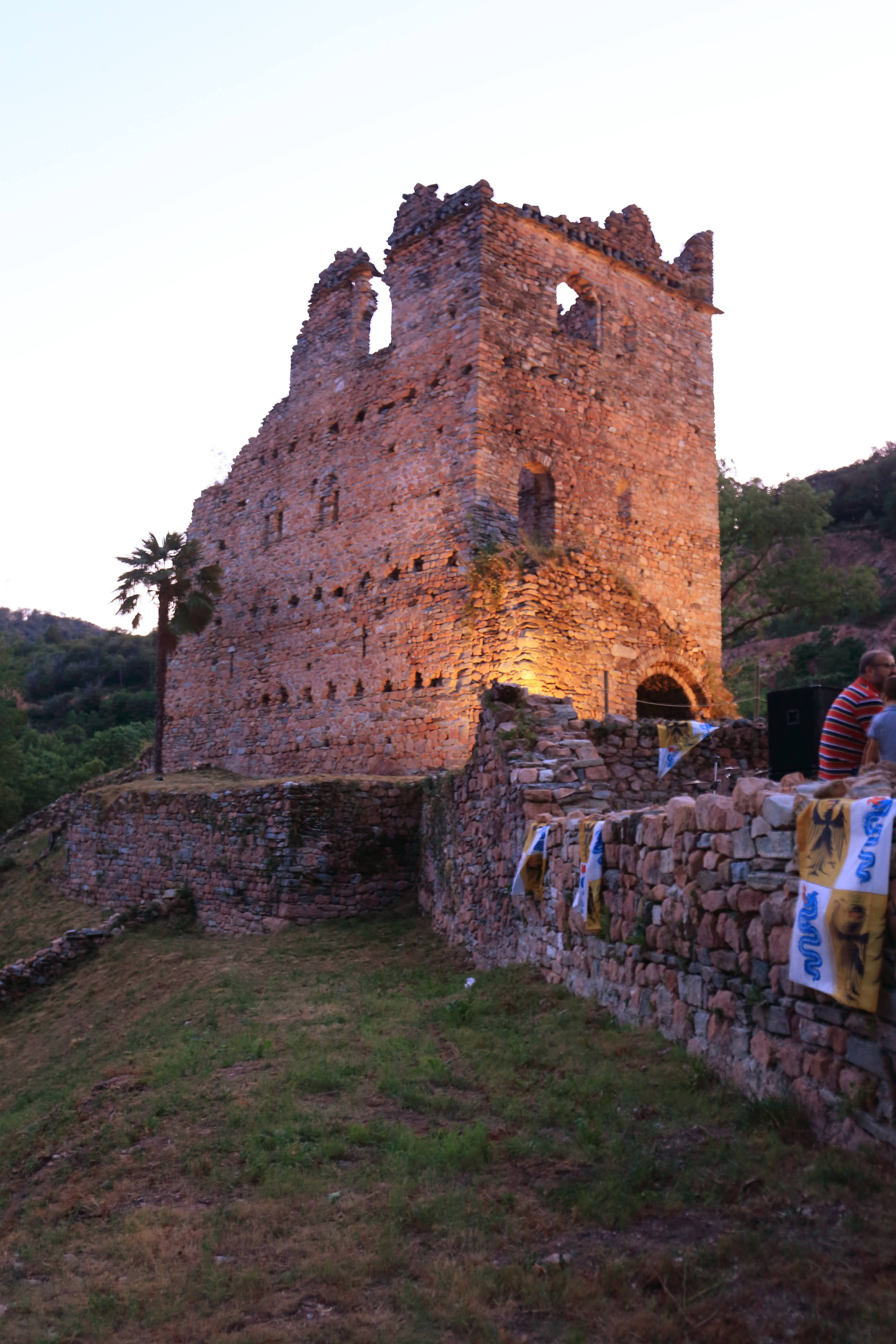
Il Castelasc

Cuasso al Monte è una frazione dell'omonimo comune varesotto di Cuasso al Monte, di cui è sede municipale.

## Geografia fisica
La frazione si trova ad un'altitudine media di 537 metri s.l.m.. Si trova in una piana ai piedi del massiccio del monte Piambello, catena che fa parte delle Prealpi Varesine.

## Origini del nome
Il nome della frazione, come quello del comune stesso, ha origini legate al castello di Cuasso, attestato come Locus Cuvaxi.

## Storia
La prima menzione di Cuasso al Monte, allora definita Cuvasio, si ha nel 1537, in un documento ove venivano contati 12 focolari. Viene annotato che fa parte della pieve di Arcisate.
Alla visita pastorale dell'arcivescovo Carlo Borromeo nel 1574 questi erano diventati 30, con rispettivi 167 abitanti. Il territorio era infeudato a casa Cicogna di Bisuschio al conte Giulio Visconti Borromeo Arese. Era sotto la giurisdizione di un podestà e di un console/cancelliere. È stato per un breve periodo unito a Cuasso al Piano, unione poi disciolta.
Il 10 giugno 1757, con l'editto del compartimento territoriale dello stato di Milano, le due località vengono nuovamente riunite con la denominazione di comune di Cuasso al Monte e al Piano (il comune di Cuasso al Piano venne soppresso).
Con l'editto del 26 settembre 1786 sotto lo stesso nome entrerà a far parte della provincia di Gallarate, poi provincia di Varese, nella pieve di Arcisate.
Nel 1791 passa al distretto censuario XXXIX di Arcisate della provincia di Milano.

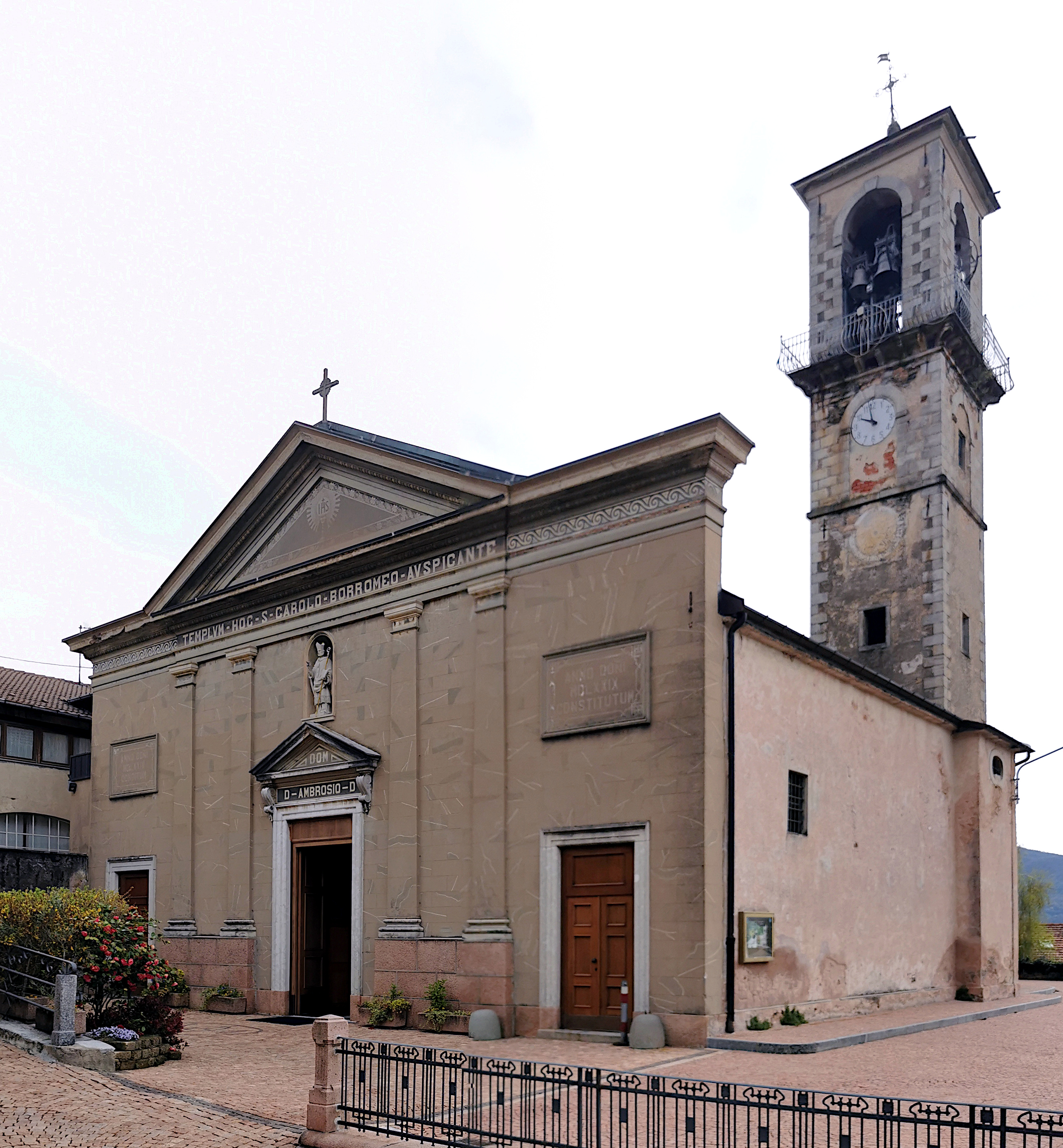
la chiesa di Sant'Ambrogio

Le due località di Cuasso al Monte e Cuasso al Piano non vennero più separate amministrativamente.

## Monumenti e luoghi d'interesse

### Architetture religiose
All'interno del centro storico di Cuasso al Monte sorgono al chiesa parrocchiale di Sant'Ambrogio, risalente al 1578 e costruita per decreto dell'arcivescovo Carlo Borromeo quattro anni dopo l'erezione dell'omonima parrocchia, la cappella funeraria del frate carmelitano scalzo padre Giovanni Damasceno, il cimitero comunale (uno dei tre del paese) e la chiesa della Sacra Famiglia (o di San Carlo Borromeo), annessa a Palazzo Sabajno.

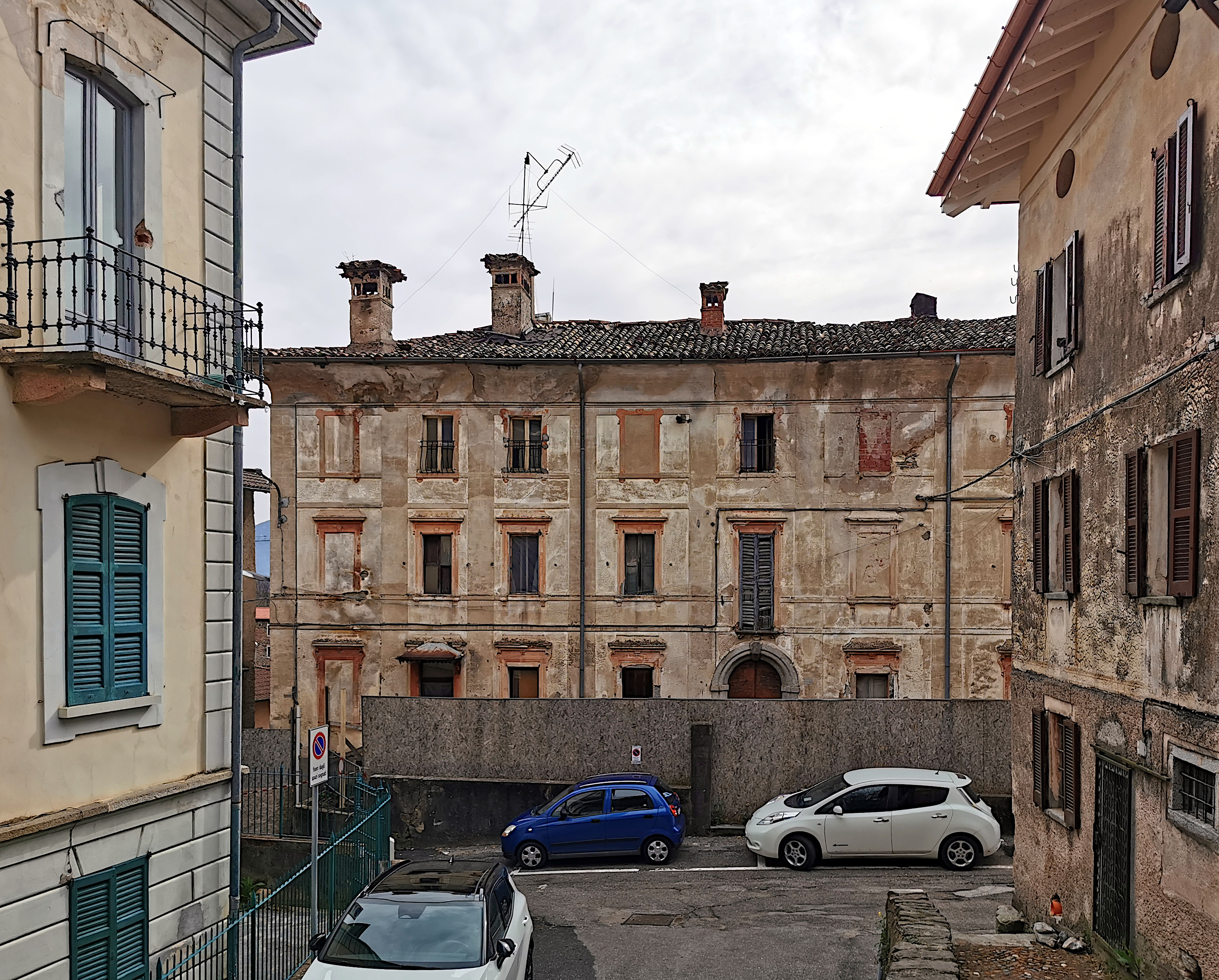
Palazzo Sabajno

### Architetture civili
Sorgono nel centro storico Palazzo Sabajno, residenza di vacanza dell'omonima famiglia milanese risalente al XVI secolo, a cui è annessa la chiesa della Sacra Famiglia, ed il palazzo comunale.

### Altro
Il monumento ai Caduti della sola frazione di Cuasso al Monte si trova nelle pertinenze del cimitero locale. Raccoglie i nomi dei soldati caduti nella Prima e nella Seconda guerra mondiale.

## Cultura

### Istruzione

#### Scuole
Sulla SP29, tra Cuasso al Monte e Cavagnano, sorgono le scuole elementari comunali ed una scuola dell'infanzia statale.

#### Musei
A partire da questa località si sviluppa il museo a cielo aperto "Linea della Pace", che ripercorre i tratti boschivi della Frontiera Nord (Linea Cadorna), il cui terzo itinerario si sviluppa a Cuasso e presenta trincee, fortificazioni ed installazioni militari.

## Geografia antropica
La frazione era ulteriormente suddivisa in numerosi rioni, o casate. Con l'espansione dell'agglomerato questi vennero definitivamente connessi tra di loro, portando alla creazione di un tessuto urbano continuo. Tuttavia è ancora visibile una certa densità di edifici in punti specifici separati, che evidenzia una passata distanza tra i diversi complessi. I rioni sono ora collegati da via Roma, sulla quale si sviluppano la maggior parte degli edifici.
La frazione presenta tuttora tre sottodivisioni: centro storico, Alberè, Stradazza.